# Salvatore Adamo
Salvatore Adamo (n. 1 noiembrie 1943 în Comiso, Sicilia) este un muzician și cântăreț belgian de origine italiană.

## Biografie
Pe când Salvatore Adamo avea 4 ani, familia lui s-a mutat la Mons în Belgia, în căutare de lucru. Tatăl său a găsit de lucru în mină, iar Salvatore și-a petrecut copilăria în localitatea Jemappes.
Deoarece în Belgia nu se poate obține o cetățenie dublă la majorat, din respect pentru tatăl său. Adamo s-a hotărât să păstreze cetățenia italiană. Prin decret regal, la 4 iulie 2001, regele Albert al II-lea al Belgiei i-a acordat titlul nobiliar de cavaler. Pentru că între timp legislația se schimbase, și era permisă și dubla cetățenie, cu această ocazie a făcut demersuri pentru a obține cetățenia belgiană, fără însă a renunța la cea italiană.

## Activitatea muzicală
În școală a cântat în corul bisericesc și a învățat să cânte la chitară. în 1960 a participat la un concurs organizat de Radio Luxembourg, câștigând finala de la Paris. În 1962, după ce a câștigat un concurs muzical în Franța, a apărut în Belgia primul disc muzical a cântărețului. 
Primul succes l-a avut în 1963 cu cântecul Sans toi ma mie. Au urmat Tombe la neige, Vous permettez Monsieur, La Nuit (1964), Dolce Paola, Les Filles du bord de mer și Mes mains sur tes hanches' (1965), Ton Nom, Une mèche de cheveux (1966), Une larme aux nuages, Inch'Allah (1967), L'amour te ressemble, F… comme femme, (1968), A demain sur la lune, Petit bonheur (1969), Va mon bateau (1970), J'avais oublié que les roses sont roses (1971), C'est ma vie (1975)… Deja în anul 1966, o pătrime din discurile muzicale vândute în Franța purtau numele lui Salvatore.
Cu toate că nu vorbea cursiv germana, a început să cânte în limba germană primele compozții muzicale proprii. În 1967 a întreprins un turneu în Germania, încununat de succes. Șlagărul lui mai renumit a fost „Es geht eine Träne auf Reisen” (Une larme aux nuages), cu care a ajuns în clasamentul Top pe locul 2. În anii 1970 au urmat cântecele:
- "Kieselsteine", "Seiltanz - Kieselsteine 2", "Hinter den Herzen - Kieselsteine 3", "In deinen Armen sterben", "Der Gehängte", "Die Feen sterben nicht", "Was soll ich da noch für Euch singen?", "Wenn Du wiederkommst".

În anul 2002, orașul belgian Mons l-a declarat pe Adamo „cetățean de onoare”.
La data de 28 mai 2004 a fost nevoit, din motive de sănătate, să întrerupă turneul planificat.
După un an a dat numeroase concerte în Belgia și Franța, la concertele sale venind public chiar din America. În anul 2007 a participat la festivaluri de muzică ușoară din Franța, Belgia și Canada. Adamo cântă în 9 limbi diferite, cântecele lui au fost vândute într-un număr ce depășește cifra de 100 milioane discuri.
Din 1993 Adamo este ambasador al UNICEF Belgique.

## Cântece lui mai importante
- (1963) Tombe la neige
- (1964) Vouz permettez, Monsieur? / Gestatten Sie Monsieur?
- (1964) La nuit / La notte / La noche
- (1965) Une mèche de cheveux / Eine Locke von deinem Haar
- (1965) Mes mains sur tes hanches
- (1966) Tenez-vous bien
- (1966) Al nostro amore
- (1966) Inch'Allah
- (1966) Notre Roman / Das Wunder der Liebe
- (1967) Ensemble
- (1967) Le néon
- (1967) Eine Locke von deinem Haar / Une mèche de cheveux
- (1968) Le ruisseau de mon enfance
- (1968) Et sur la mer...
- (1968) Pauvre Verlaine
- (1968) Du bist so wie die Liebe
- (1968) Une larme aux nuages / Es geht eine Träne auf Reisen
- (1968) La valse d'été / Der Walzer des Sommers
- (1969) Tausendmal wo
- (1969) Les gratte-ciel
- (1970) Si le ciel est amoureux de toi
- (1970) Les belles Dames / Die schönen Damen
- (1970) Komm in mein Boot / Va mon bateau
- (1970) Petit bonheur / Ein kleines Glück
- (1970) Alors... reviens mois
- (1971) Caresse
- (1971) Et t'oublier
- (1971) Bis morgen - auf dem Mond mit dir / A demain sur la lune / Domani sur la luna (1969)
- (1971) J'avais oublié que les roses sont roses / Ich muß wieder lernen, die Rosen zu sehen
- (1971) Gute Reise, schöne Rose / Sois Heureuse Rose
- (1972) Femme aux yeux d'amour / Mädchen, wildes Mädchen
- (1972) Quand tu reviendras
- (1972) Liebe Tag für Tag
- (1972) Die alte Dame, der Sänger und die Spatzen
- (1972) Mon amour, sors de chez toi
- (1973) Gwendolina
- (1973) Marie la Mer
- (1973) Rosalie, c'est la vie
- (1974) Gottseidank, jetzt bist du da
- (1974) Diese Welt ist ein Jahrmarkt
- (1975) Leih' mir eine Melodie / Prête-moi une chanson
- (1976) Die Reise zu dir / Voyage jusqu'à toi
- (1976) Der Sommer, den ich fand / J´ai trouvé un été
- (1977) Der Hund
- (1978) Frappe à la porte du bonheur / Klopfe beim Glück an die Tür
- (1979) Zweimal Glück und zurück
- (1980) Et on chantait / ...und dann ein Lied
- (1980) C'est pas legal
- (1980) Unsere Hochzeit
- (1981) Cara Italia
- (1981) Du bist wieder da
- (1985) Kapitän, wohin fährt unser Boot
- (1986) Verborgenes Gold
- (1988) Es gibt noch Engel
- (1988) Que sera